# Il fuorilegge (film 1920)
Il fuorilegge (Outside the Law) è un film giallo del 1920 diretto da Tod Browning. Lo stesso regista ne riadatterà un rifacimento, Gli uomini della notte nel 1930. In Italia è noto anche col titolo alternativo Così parlò Confucio.
Il film, ritenuto uno tra i primi ad avere una forte componente psicologica nel genere gangster, fu la seconda opera (dopo La bestia nera) nata dalla collaborazione fra Browning e Lon Chaney e una delle poche a non essere un horror. Il doppio e contrastante ruolo impersonato da quest'ultimo, come un eroico servitore cinese ed un diabolico gangster, è considerato uno dei motivi della lunga collaborazione negli anni a seguire tra i due.
In contrasto alla maggior parte dei film dell'epoca, Il fuorilegge mostra i personaggi cinesi sotto luce favorevole, per esempio il saggio Chang Lo, seguace degli insegnamenti di Confucio.
Il film fu ampiamente elogiato all'uscita per il forte ruolo femminile impersonato da Priscilla Dean, di cui si disse "In questo film è una rivelazione per il cinema. Ne esce in primo piano e vi rimane". L'attrice, protagonista femminile, recitò a fianco di Ralph Lewis, Lon Chaney, E. Alyn Warren e Wheeler Oakman che, all'epoca, era suo marito.

## Trama
Silent Madden, un boss della malavita di San Francisco, e sua figlia Molly hanno abbandonato una vita di crimini seguendo i consigli di Chang Lo, un filosofo confuciano di Chinatown. Ma, accusato di omicidio da Black Mike, un gangster che lo vuole in galera, Madden - che questa volta è innocente - perde la sua fiducia nella legge e decide di tornare alla vita criminale. Amareggiata e ignara del ruolo avuto dal gangster nelle accuse contro suo padre, Molly si unisce alla banda di Black Mike prendendo parte a un furto di gioielli organizzato dai malviventi. Avvisata da Dapper Bill Ballard, un gangster innamorato di lei, capisce troppo tardi che Black Mike la vuole tradire, addossando a lei tutta la responsabilità della rapina. Riesce a fuggire con la refurtiva insieme a Dapper Bill e i due si nascondono in un piccolo appartamento. Lì, Molly, dapprima resiste alle dichiarazioni d'amore del suo spasimante ma, poi, finisce per arrendersi al sentimento. La gang, però, trova i due fuggitivi: ne nasce una sparatoria nella quale Black Mike viene ferito a morte. Bill e Molly sono arrestati dalla polizia ma vengono salvati dall'intervento di Chang Lo che, dopo aver restituito i gioielli rubati, intercede per loro liberazione.

## Produzione
Il film fu prodotto dall'Universal Film Manufacturing Company con il nome Universal-Jewel Production De Luxe e venne girato a San Francisco a Chinatown e a Nob Hill nel giugno e nel settembre 1920.
Fonti contemporanee attribuiscono la sceneggiatura al solo Lucien Hubbard, ma i dati che accompagnano la registrazione del copyright accreditano come sceneggiatore anche lo stesso Browning.

## Distribuzione

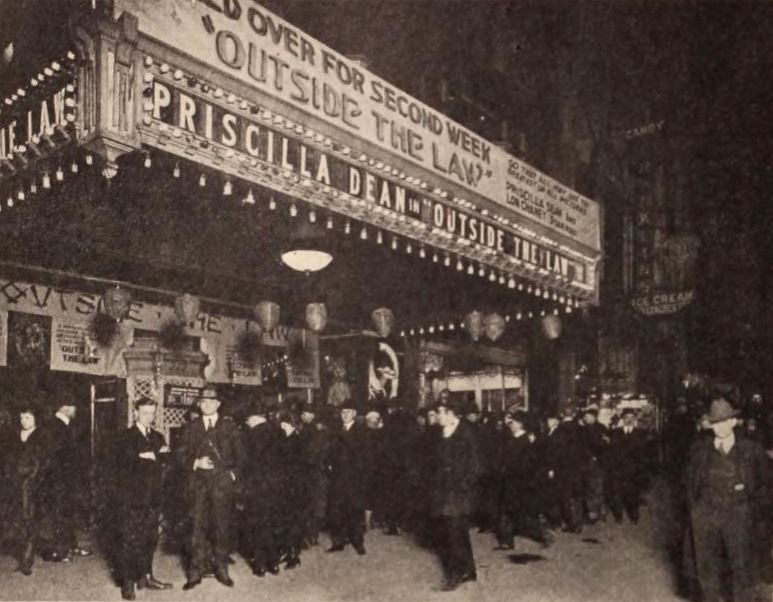
Kinema Theater, Salt Lake City (marzo 1921)

Il copyright del film, richiesto dalla Universal Film Mfg. Co., fu registrato il 25 gennaio 1921 con il numero LP16049. Distribuito dalla Universal Film Manufacturing Company, il film uscì nelle sale cinematografiche statunitensi presentato in prima a Los Angeles il 26 dicembre 1920. Ne esiste una copia di 75 minuti.
Il film era notevolmente più lungo nella versione originale del 1921. Si è creduto perduto per circa cinquanta anni fino a quando una stampa è stata rinvenuta nel 1975. La copia è di una riedizione del 1926, distribuita dall'Universal quando Browning e Chaney, passati alla MGM, avevano acquistato una certa notorietà. Copie della pellicola si trovano conservate negli archivi della Library of Congress di Washington, dell'UCLA Film And Television Archive di Los Angeles, dell'Academy Film Archive di Beverly Hills, del National Film and Sound Archive di Canberra, del Museo Nazionale del Cinema di Torino.

### Date di uscita
IMDb

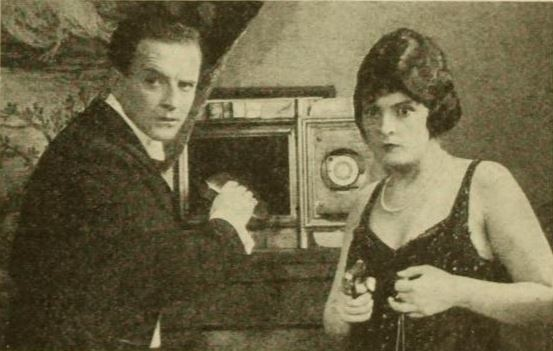
Wheeler Oakman e Priscilla Dean

- USA	26 dicembre 1920	 (Los Angeles, California)
- USA	6 gennaio 1921
- USA	9 maggio 1926	 (riedizione)
- Giappone	10 ottobre 1995	 (anteprima video)
- USA	10 ottobre 1995	 (anteprima video)
- USA	27 giugno 2000	 (uscita DVD)
- Canada	1º ottobre 2002	 (uscita DVD)

Alias
- Fuera de la ley	Spagna
- Les Révoltés	Francia
- Paa kant med loven	Danimarca